# Eusthenelais hibernica
Eusthenelais hibernica is een borstelworm uit de familie Sigalionidae. Het lichaam van de worm bestaat uit een kop, een cilindrisch, gesegmenteerd lichaam en een staartstukje. De kop bestaat uit een prostomium (gedeelte voor de mondopening) en een peristomium (gedeelte rond de mond) en draagt gepaarde aanhangsels (palpen, antennen en cirri).
Eusthenelais hibernica werd in 1876 voor het eerst wetenschappelijk beschreven door McIntosh.